# Ladislaus Zaleski

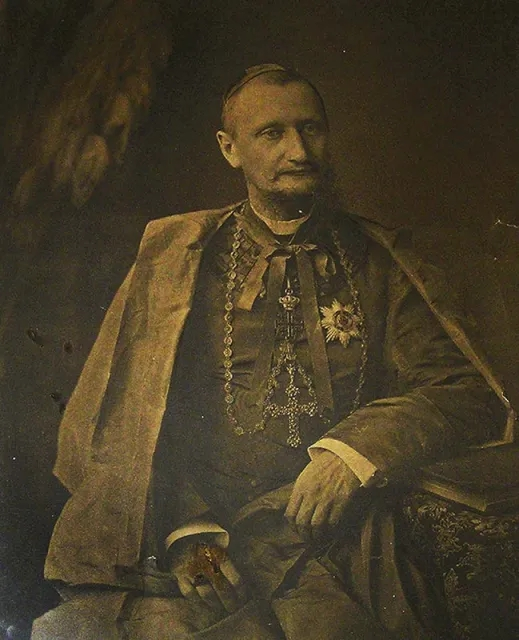
Erzbischof Ladislaus Zaleski (1900)

Ladislaus Michael Zaleski, auch Vladislaus Michael Zaleski oder Zalesky, polnisch Władysław Michał Bonifacy Zaleski (* 2. Mai 1852 in Welona, Litauen; † 5. Oktober 1925 in Rom) war ein katholischer Erzbischof, Missionspionier, Apostolischer Delegat von Ostindien und Lateinischer Patriarch von Antiochien.

## Leben und Wirken
Sein Vater war polnischer Landadliger, Besitzer des Gutshofes Welona. Ladislaus Zaleski trat 1880 ins Priesterseminar zu Warschau ein und wechselte 1881 an die Päpstliche Universität Gregoriana in Rom. Dort promovierte er und erhielt auch eine diplomatische Ausbildung. 1882 empfing Zaleski in Florenz die Priesterweihe. Danach verwandte man ihn in diversen römischen Kongregationen und er nahm teil an diplomatischen Missionen des Apostolischen Stuhls nach Spanien (1884), Indien (1886) und England (1887). 1889 bis 1890 wirkte Ladislaus Zaleski als Nuntiaturrat in Paris.
Im Jahre 1890 entsandte man den Litauer als päpstlichen Sonderdelegierten nach Indien, am 5. März 1892 erhielt er die Ernennung zum ständigen Apostolischen Delegaten von Ostindien und zugleich zum Titularerzbischof von Theben.

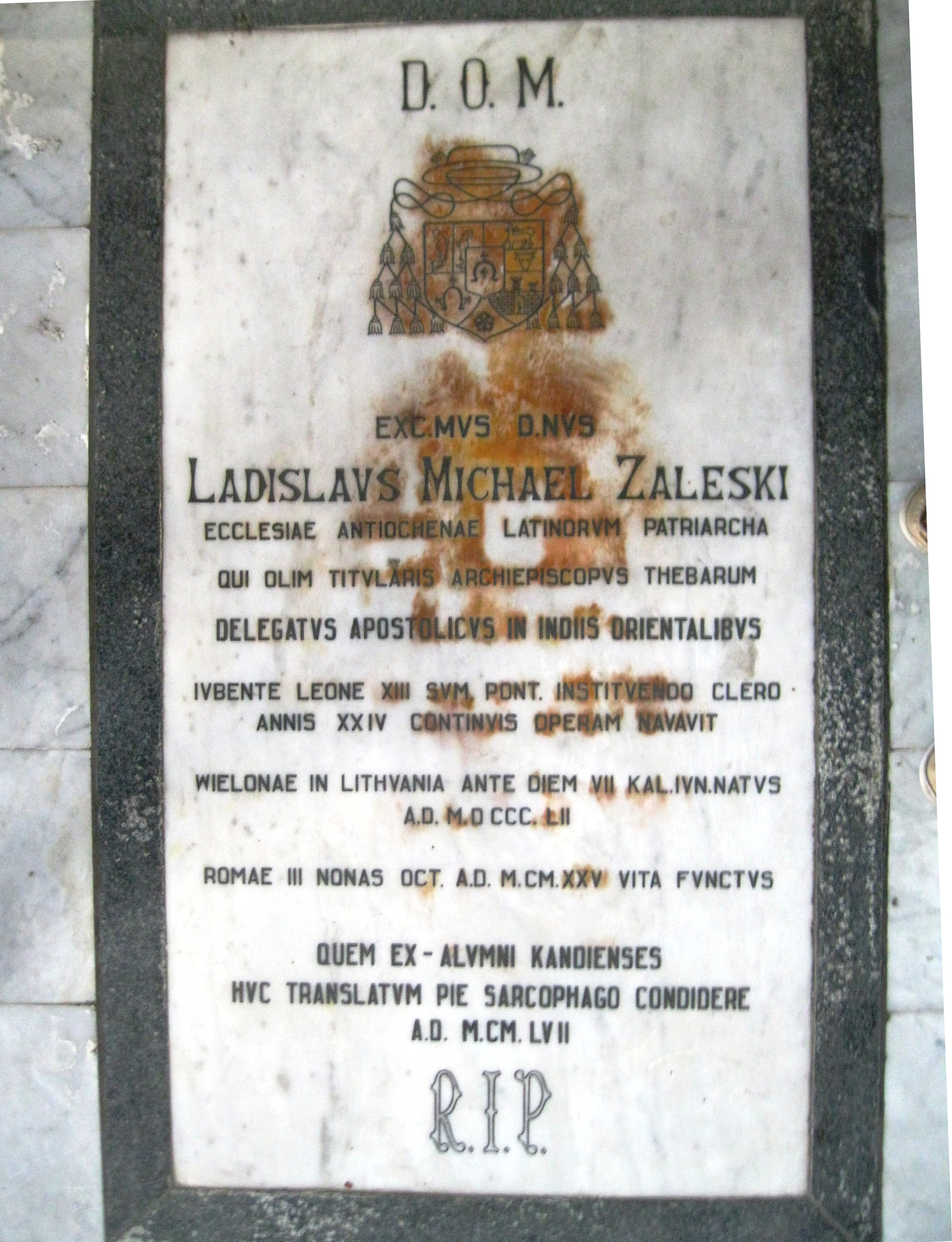
Grab des Patriarchen in Pune

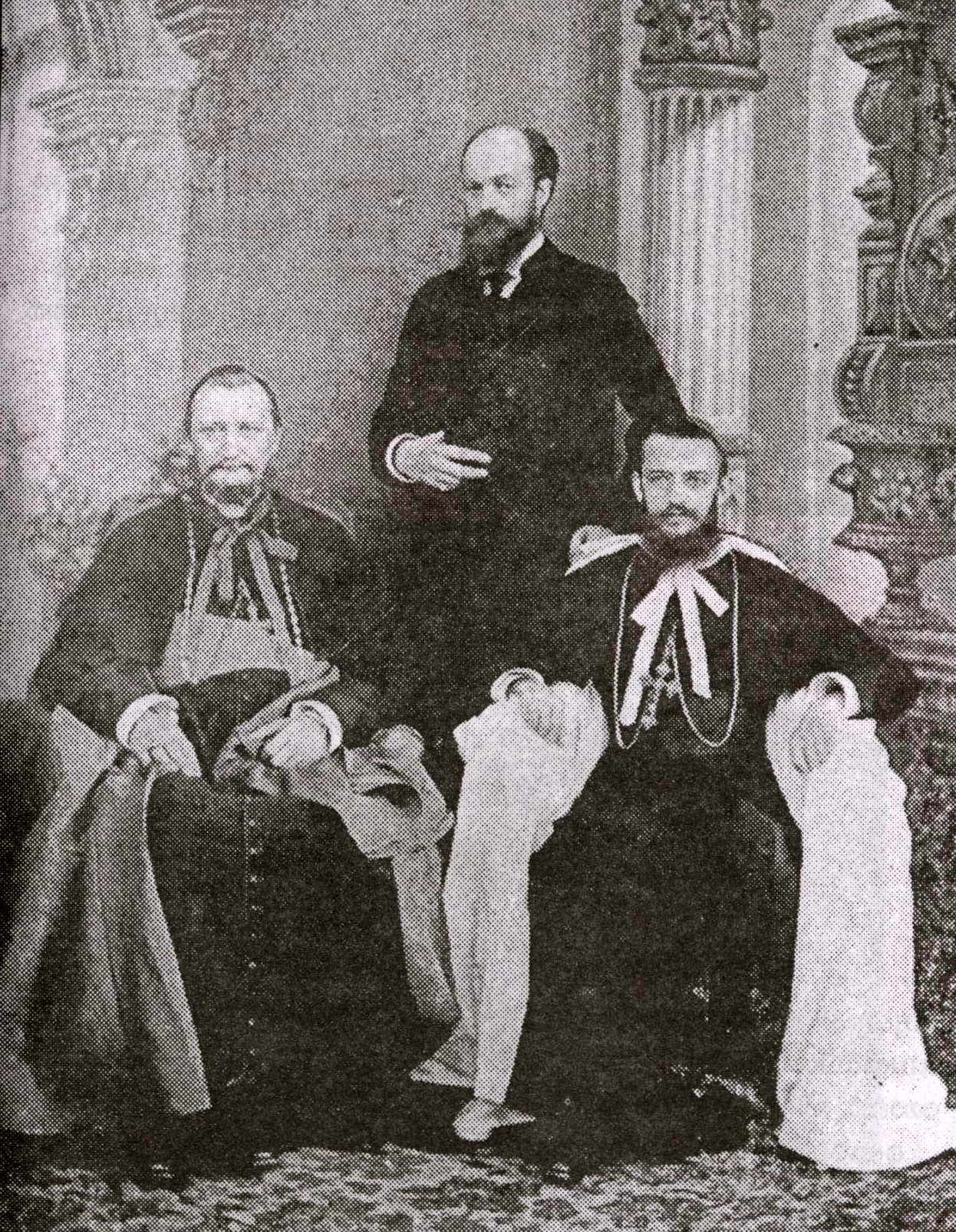
Erzbischof Ladislaus Zaleski (links) und Bischof Alois Benziger, 1900

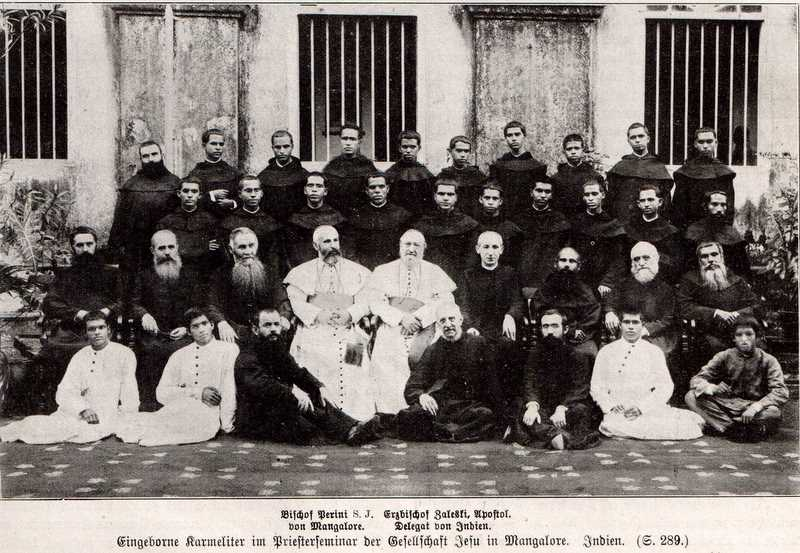
Erzbischof Ladislaus Zaleski (rechter, der beiden weiß gekleideten Bischöfe in der Bildmitte), 1914 im Priesterseminar von Mangalore, Indien

Erzbischof Zaleski residierte in Kandy, wo er ein zentrales Priesterseminar gründete, aus dem im Laufe der Jahre 51 Bischöfe und 3 Kardinäle hervorgingen. Er wurde zum profunden Kenner der indischen Missionen und ihrer speziellen Verhältnisse. In einer Biografie über seinen Sekretär Alois Benziger, den späteren Bischof von Quilon, heißt es darüber:

„Erzbischof Zalesky hatte als Apostolischer Delegat die Oberaufsicht über alle römisch-katholischen Missionen Ostindiens, das heißt, über ein Gebiet, das ungefähr halb so groß war, wie ganz Europa unter Einschluss Russlands und in dem 300 Millionen Menschen lebten. Sein nächster Mitarbeiter war Pater Alois Benziger, der die Sekretariatsgeschäfte selbstständig besorgte. In seine Hände gelangten die Briefe aus allen Teilen Indiens, die Berichte, Gesuche, Klagen, Beschwerden, Hilferufe. Er hatte die Antworten an die indischen Bischöfe zu schreiben, Verhandlungen einzuleiten, Missionare zuzuweisen, Schwierigkeiten zu beheben. Ihm oblag, Rom auf dem Laufenden zu halten; ihm war das Abfassen der Inspektoratsberichte übertragen. Diese Inspektoratsberichte setzten voraus, dass Pater Benziger auch die Inspektionsreisen mitmachte. Er lernte auf diese Weise ganz Indien kennen, die Länder, die Völker und Staaten, ihre Könige und Fürsten, die verschiedenen Rassen und Religionen, den Charakter der einzelnen Stämme.“

Ladislaus Zaleski führte in Indien den Vorsitz bei mehreren Provinzialsynoden, arbeitete am Ausbau der einheimischen Kirchenhierarchie und förderte den Zuwachs an Missionaren.
1917 kehrte der Missionsbischof nach Rom zurück und wurde mit Datum vom 4. Dezember 1916 ehrenhalber zum Lateinischen Patriarchen von Antiochien ernannt. Zaleski ist Autor vieler völkerkundlicher und missiongeschichtlicher Arbeiten; u. a. schrieb er auch unter dem Pseudonym „Pierre Courtenay“. Er war Wiederentdecker und Verehrer des später seliggesprochenen indischen Priesters Joseph Vaz (1651–1711), eines Apostels von Ceylon. Über ihn verfasste er eine mehrfach aufgelegte Biografie und förderte nachhaltig seinen Kult am Seminar in Kandy. Ebenso stellte er Nachforschungen über den 2012 seliggesprochenen indischen Märtyrer Devasahayam Pillai (1712–1752) an und belebte dessen Verehrung.
Ladislaus Zaleski starb 1925 in Rom, wünschte jedoch testamentarisch, bei seinen Mitbrüdern in Indien begraben zu werden. Als man 1955 das von ihm in Kandy gegründete indische Zentral-Priesterseminar nach Pune verlegte, überführte man dorthin auch seine sterblichen Überreste. Sie ruhen unter einer Grabplatte vor dem Altar der Seminarkapelle.
Erzbischof Zaleski war der Hauptkonsekrator der für Indien bedeutsamen Bischöfe Alois Benziger, Augustine Kandathil und Alexander Chulaparambil.